# Marie Rist
Marie Rist, dite Nina, née Marie-Louise de Lacroix le 26 novembre 1912 à Berlin et morte le 12 juillet 1996 à Paris 14e, est une pédagogue française du mouvement d'éducation nouvelle. Collaboratrice de Paul Faucher à l'école du Père Castor, elle fonda ensuite en 1961  l'école nouvelle d'Antony qu'elle dirigea jusqu'en 1987.
Elle participa tout au long de sa vie aux recherches de différentes organisations d'éducation  nouvelle, dont le Groupe français d'éducation nouvelle (GFEN) et la revue Éducation et développement.

## Biographie

### Jeunesse et formation
Marie de Lacroix est née le 26 novembre 1912 à l'ambassade de France à Berlin, dans une famille franco-suisse de la bourgeoisie protestante. Son  enfance et sa jeunesse furent marquées par les voyages aux côtés d'un père diplomate, Victor de Lacroix, avec une éducation non conformiste où les voyages, la culture, la musique et les arts ont eu une place importante.
Après son baccalauréat en 1932, elle suivit des études de jardinière d'enfants à Paris au centre pédagogique du collège Sévigné et elle obtint en 1936 un diplôme en psychopédagogie à la Sorbonne, où enseignait Henri Wallon. Puis elle  participa à la création des classes maternelles du Lycée français de Prague entre 1936 et 1939.
Elle épousa en 1941 un médecin apparenté à la famille Monod, Noël Rist.
De retour à Paris après la guerre, Marie Rist créa un jardin d'enfant puis, par la suite, elle souhaita entrer dans le milieu scolaire. Ne se trouvant pas assez jeune pour "rallier l'école publique", elle  débuta comme enseignante à l'École alsacienne.

### Enseignante à l'école du père Castor
Fréquentant les stages d'éducation nouvelle organisés dans les années 1950 par Marie-Aimée Niox-Chateau, Marie Rist y fit la connaissance de Madame Girard, qui la recruta comme institutrice à l'école du père Castor dont elle était directrice. À cette époque, il s'agissait essentiellement d'un atelier annexe des éditions du Père Castor, installé Boulevard Saint-Michel à Paris, où les dessinateurs testaient auprès des enfants la pertinence des imagiers et albums de contes.
Marie Rist travailla pendant huit ans dans l'école du Père Castor et elle y rencontra de nombreuses personnalités de l'éducation nouvelle : Paul Faucher, bien sûr, mais également Françoise Jasson, directrice de la Source à Meudon, Mion Valloton, directrice de l'école Decroly de Saint Mandé, Marie-Aimée Niox-Chateau, André Berge, Raymond Fonvieille.
Sous l'influence de Mme Girard, l'école passa de une à six classes et accueillait 140 enfants en 1960. Une grande importance y était accordée à l'éducation corporelle et aux activités artistiques. À partir de 1958, Marie Rist y fit fonction de directrice.

### Fondation de l'école nouvelle d'Antony
En 1960, Paul Faucher, à la suite de problèmes de santé, cessa ses activités d'éditeur, qui furent reprises progressivement par son fils François. Il tenta de faire bénéficier l'école des contrats avec l'État créés à cette époque par la loi Debré, mais y échoua. L'école fermera malgré la mobilisation des Rist, des enseignants et des parents d'élèves.
Marie Rist, son époux Noël, ainsi que plusieurs institutrices et familles créèrent alors l'école nouvelle d'Antony, sous une forme associative. Le Centre de Recherche de Pédagogie Active (CRPA) est l'association qui gère l'école, dont le président d'honneur est Gustave Monod. Ce dernier a toujours soutenu les époux Rist dans leurs démarches de création d'école. Roger Gal, Jean Petit, Marie-Aimée Niox-Chateau, André Berge, Raymond Fonvieille font partie également du comité de parrainage, comme ils faisaient partie de celui de l'école du Père Castor.
L'école accueille les enfants des familles voisines avec une minorité d'enfants en difficultés scolaires et comportementales. Marie Rist obtient un contrat d'association pour l'école en 1969. Les époux Rist feront construire un nouveau bâtiment pour agrandir l'école dès 1966-1967. Et Marie Rist utilisera toute son énergie pour mener à bien ce projet et faire perdurer son école dans le prolongement de celle du Père Castor.

### Militantisme en éducation nouvelle
Marie Rist s'inscrit donc dans la filiation de Paul Faucher et, à travers lui, de Frantisek Bakule que Paul Faucher a découvert en 1927 par une contribution écrite "L'éducation par la vie pour la vie" et qu'il fit connaître aux éducateurs français. Elle adopte d'ailleurs la devise que Frantisek Bakule a prononcée au IIIème congrès international de l'éducation nouvelle : "Voie libre pour l'éducateur et liberté pour l'enfant". Marie Rist est donc influencée théoriquement par Frantisek Bakule mais ses écrits et ses pratiques à l'Ecole Nouvelle d'Antony à partir de 1961 montrent sa filiation à Paul Faucher. La recherche menée à l'Ecole Nouvelle d'Antony pendant plus de vingt ans prend donc racine à l'Ecole du Père Castor. Ainsi, elle est longtemps  influencée par la pédagogie de la lecture enseignée à l'Ecole du Père Castor. De même, la pédagogie des mathématiques reprend celle commencée à l'Ecole du Père Casrtor. Et la plupart des activités mises en place à l'Ecole Nouvelle d'Antony sont aussi le prolongement de celles faites à l'Ecole du Père Castor : éducation par le mouvement, théâtre, musique, ateliers créatifs et peinture, car l'Education nouvelle, c'est une éducation globale. Et Marie Rist puise des idées pédagogiques et éducatives chez de nombreux pédagogues de l'Education nouvelle (Froebel, Montessori, Decroly, Dewey...).
Qui plus est, sous l'influence de son mari Noël Rist, chercheur à l'institut Pasteur, les recherches pédagogiques sont menées scientifiquement : un comité scientifique est créé en lien avec le Centre de recherche en pédagogie active (CRPA), association qui gère l'Ecole Nouvelle d'Antony. Marie Rist diffuse les résultats auprès de centres de formation, à l'Institut National de Recherche Pédagogique (INRP). L'école devient ainsi un creuset pour développer des expérimentations, notamment en lecture. En effet, Marie Rist qui a rencontré Jean Hébrard et Jean Foucambert, est persuadée que les pratiques préconisées par ces deux chercheurs permettront à tous d'avoir une lecture fluide et de combattre l'illettrisme : "changer la pédagogie, c'est changer l'école" selon elle. Pour elle, la lecture est un vrai plaisir et un moyen d'émancipation. C'est pourquoi elle en fera un de ses combats pour faire aimer les livres aux enfants et lutter contre l'illettrisme. Elle installe d'ailleurs la bibliothèque au centre de son école.
Il est à noter que pour Marie Rist, comme pour d'autres pédagogues de l'Education Nouvelle, il ne faut pas séparer le jeu du travail, en particulier dans des matières comme le français et les mathématiques. Elle a, du reste, donné pour titre à un de ces écrits inédits "Un enfant ne joue pas pour apprendre. Il apprend parce qu'il joue." ,.
Enfin, le dernier exemple d'expérimentation où l'Ecole Nouvelle d'Antony a été pionnière est le décloisonnement des classes mis en place dès 1961. Fernand Oury a probablement influencé Marie Rist dans cette idée de dispositif. Dans son ouvrage, elle rapporte ses propos d'avant-garde : "Finies les classes fermées, il faut des groupes mobiles au service des besoins du moment." .Et les cycles, préconisés par Lionel Jospin, sont mis en place dès 1981 à l'Ecole Nouvelle d'Antony : la scolarité s'y découpe en quatre étapes pour permettre d'éviter échec et redoublement (étape 1 : PS, étape 2 : MS et GS, étape 3 : CP et CE1, étape 4 : CE2, CM1, CM2).
L'Ecole Nouvelle d'Antony a été sa fierté mais son grand regret est qu'elle n'obtienne pas un statut d'école expérimentale ou qu'elle ne devienne pas une école publique. Sa légitimité aurait été ainsi plus grande car elle n'a pas toujours été reconnue en tant que directrice d'une école privée. Cependant, la création de son école montre une dimension politique : elle souhaitait éduquer les enfants de telle sorte qu'ils deviennent des citoyens de demain dans toute leur diversité. "Un citoyen qui pourrait accepter ou lutter pour modifier le système en fonction de ses choix d'adulte." ,
Marie Rist occupe donc une place particulière au sein des écoles nouvelles. : elle n'était pas à proprement parler une théoricienne, cependant, elle a laissé de nombreux écrits témoignant de ses expérimentations.
Marie Rist participa jusqu'à la fin de sa vie aux actions des différents réseaux d'éducation nouvelle, comme les groupes de recherche du GFEN, dont elle était membre.
Elle tint à ce que l'école d'Antony soit un lieu d'expérimentation de l'éducation nouvelle, l'association la gérant étant également un « centre de recherche en pédagogie active ».
Elle a ainsi relaté cette expérience en 1983 dans l'ouvrage Une pédagogie de la confiance : l'école nouvelle d'Antony.
Marie Rist croyait en l'éducabilité de tous et passa sa vie à lutter contre l'illettrisme et à aider les démunis pour changer la société. " Notre rôle est de nous sentir des citoyens du monde, jamais indifférents au malheur des autres ni aux injustices que nous pouvons diminuer parfois". Elle a voulu redonner tout au long de sa vie ce qu'elle avait reçu dans son enfance et par ses rencontres, après l'avoir transformé, afin de "permettre aux enfants de choisir en toute connaissance de cause une ligne de vie qui corresponde à leur désir profond.",.

## Œuvres
- Marie et Noël Rist, Une pédagogie de la confiance : l'école nouvelle d'Antony., Syros, 1983 (ISBN 2-901968-76-7 et 978-2-901968-76-4, OCLC 300573276)